# 간송미술관
간송미술관(澗松美術館)은 대한민국 최초의 근대식 사립박물관이다. 1938년 간송 전형필 선생이 설립한 보화각(葆華閣)이 전신으로, 1966년 간송미술관과 한국민족미술연구소 체제로 변경되었다

## 정보
간송미술관은 1938년에 개관한 대한민국 최초의 근대 사립미술관이다.
1962년 간송 전형필 선생의 갑작스러운 서거 이후,
간송미술관은 1966년 ~ 1967년 보화각에서 한국민족미술연구소로 장남 전성우, 차남 전영우의 주도와 혜곡 최순우 등의 도움으로 개편되었고 전영우, 최완수등이 실무를 맡아 간송의 수집품들을 정리, 연구를 시작하였다.
이후 연구되고 정리된 결과를 바탕으로 일반공개를 결정하였고 간송미술관의 이름으로 1971년 가을 '겸재전(謙齋展)'를 시작으로 2014년도까지 봄과 가을, 일년에 두번 무료 일반공개를 하였다. 2000년대 말부터 우리문화를 찾는 움직임과 함께 대중적인 인지도가 높아져 주말에는 관람을 위해 5시간 이상 대기줄이 만들어지는 등 알려지기 시작했다. 현재는 동대문 DDP에서 간송문화전 시리즈로 전시를 진행하고 있다.
장남 전성우는 간송미술문화재단 이사장으로 있고, 차남 전영우는 간송미술관 관장으로 있다.
간송미술관, 한국민족미술연구소의 학예파트는 최완수 연구소장의 지도 하에 부소장인 정병삼, 학예실장인 백인산 이하 연구위원과수 명의 연구원들이 연구에 매진하고 있으며, 간송가는 미술관, 연구소의 재정적 지원과 행정적 관리에 주력하고 있다.
위치는 현재 서울과 대구에 위치해있다.

## 소장품
간송미술관은 1940년에 안동에서 발견되어 국보 70호로 지정된 《훈민정음 해례본》을 포함한 12점의 국보와 10점의 보물, 그리고 서울특별시 유형문화재 4점 등 수천여점의 문화재를 소장하고 있다.

## 갤러리

청자운학상감문배병, 제 68호 국보
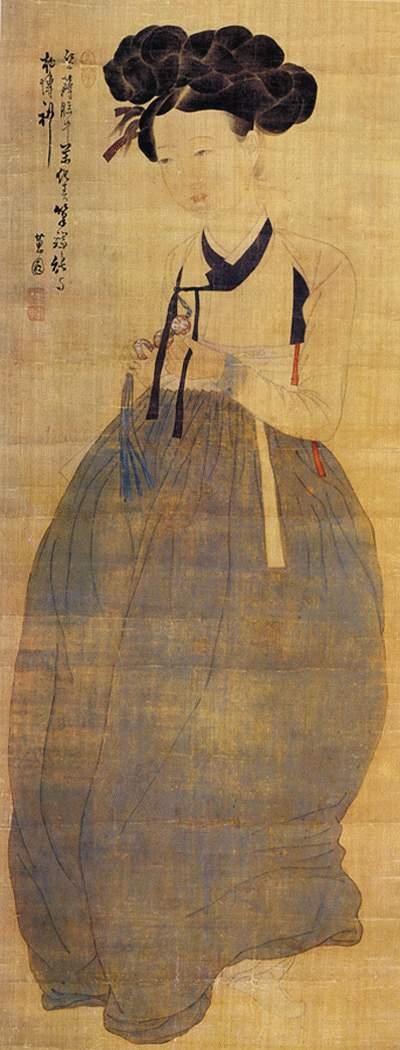
신윤복의 미인도
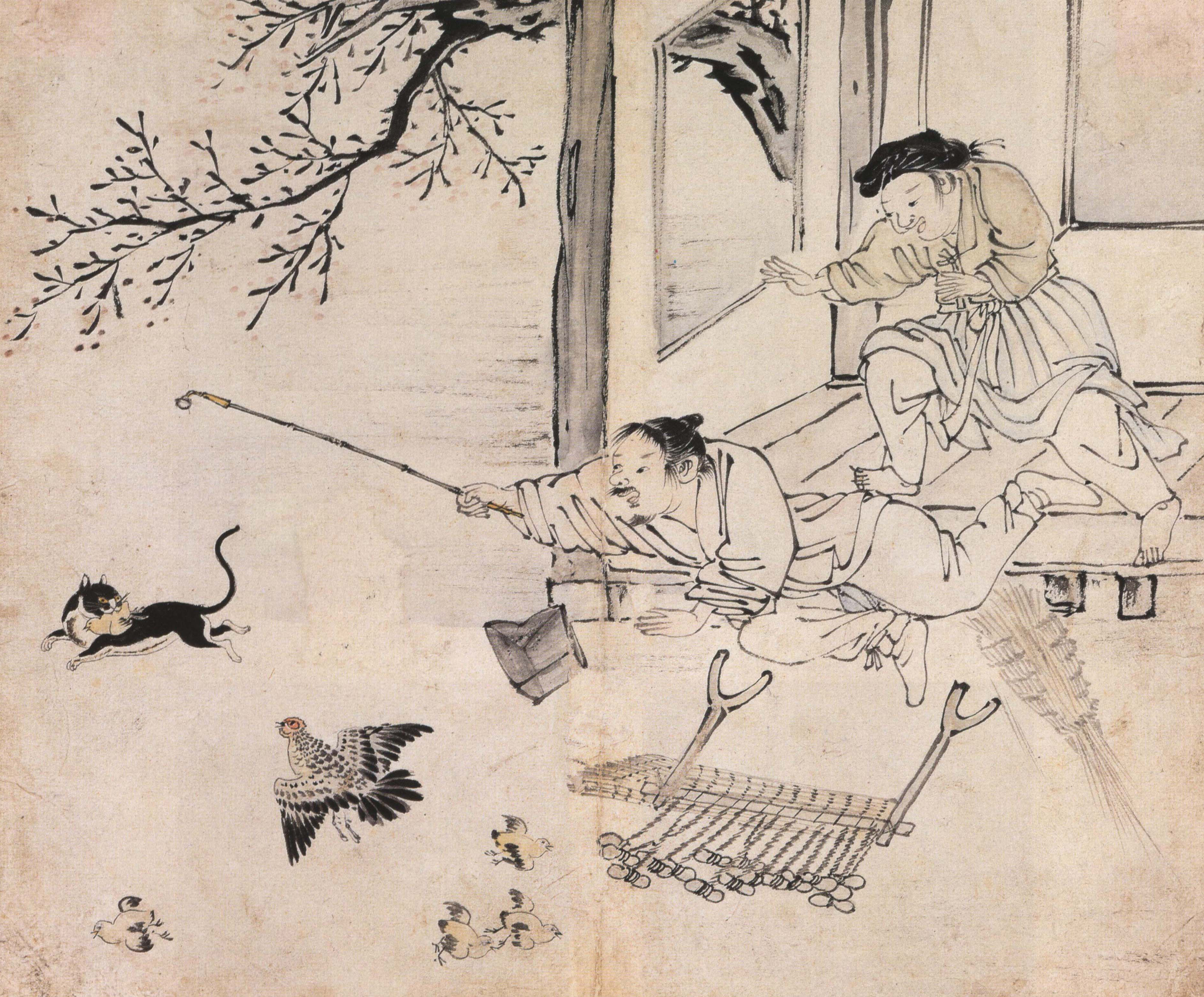
김득신의 파적도
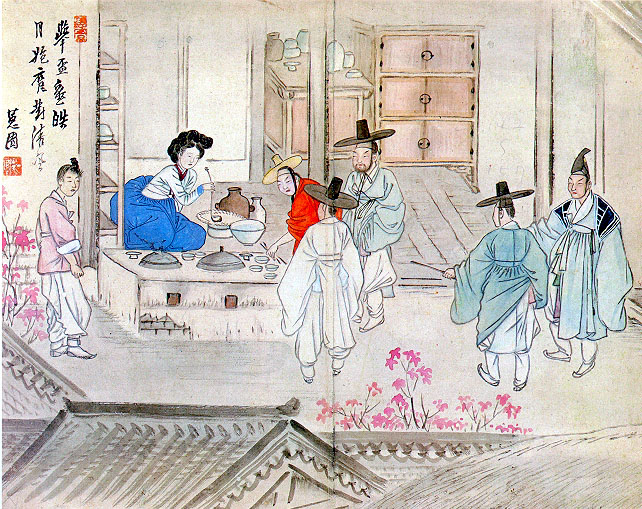
신윤복의 신윤복필 풍속도 화첩 중 주사거배
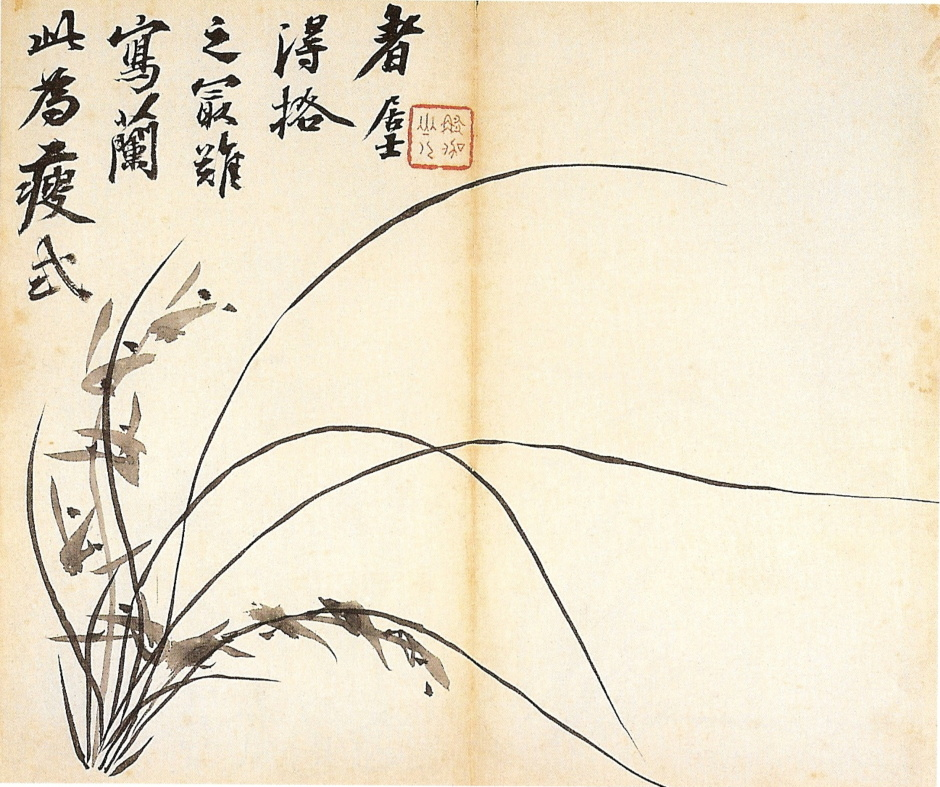
추사 김정희의 수식득격 (瘦式得格)
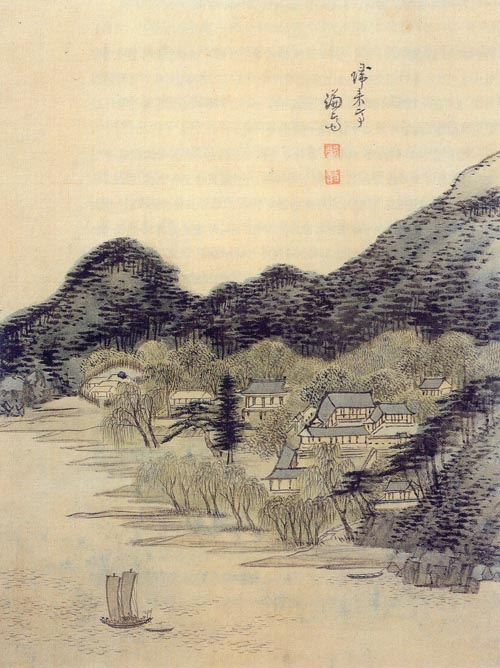
정선의 귀래정 (歸來亭)
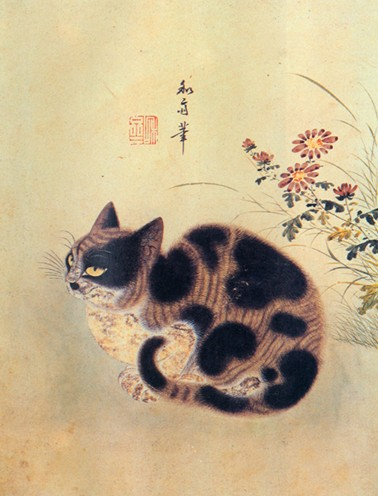
국정추묘, 고양이와 닭 그림으로 가장 유명한 변상벽의 대표작 중 하나
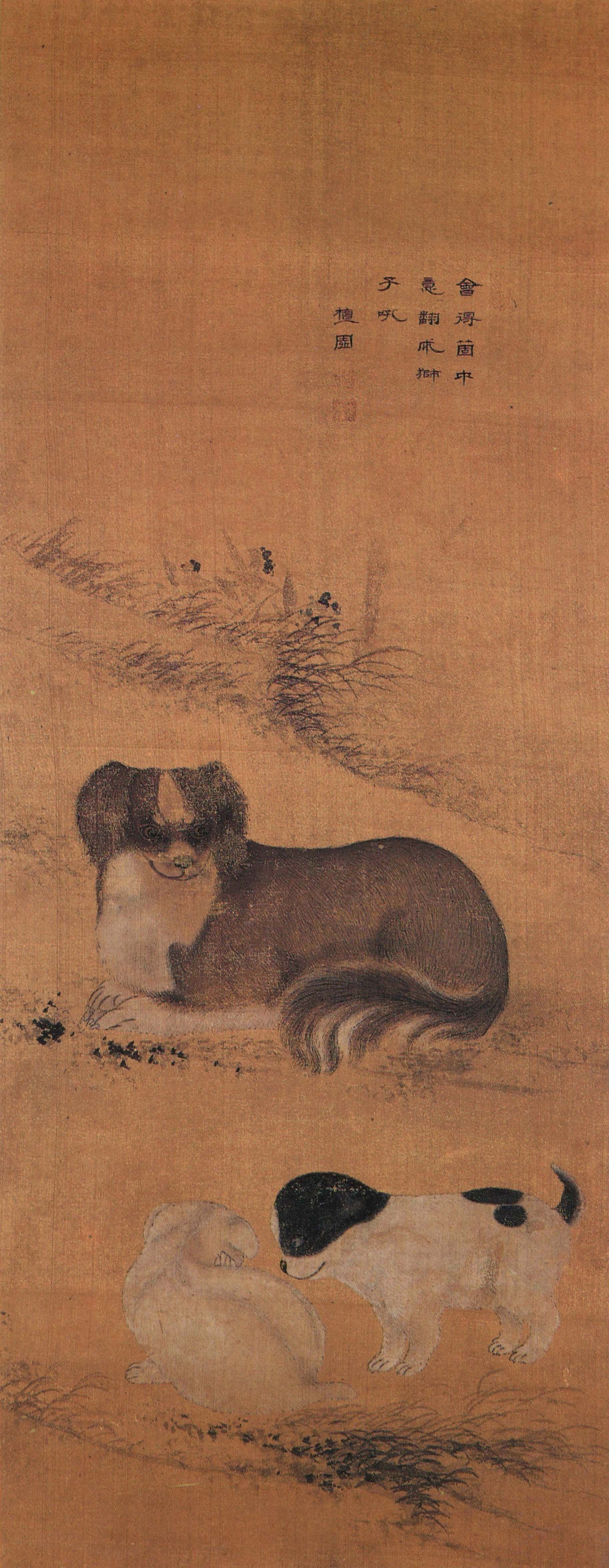
단원 김홍도의 영모화, 한가로이 노는 두마리의 강아지들을 자애로운 눈빛으로 바라보는 어미개를 그렸다.

## 같이 보기
- 대한민국의 박물관과 미술관 목록